# Mama Ocllo
En la mitologia inca, Mama Cora Ocllo /ˈɒkjoʊ/, Mama Ocllo, Mama Ogllo, Mama Oello, Mama Oella, Mama Oullo, Mama Occlo, Mama Okllo o Mama Uqllu (quítxua) era deïficada com a dea mare i com a dea de la fertilitat. Una de les llegendes que en parlen diu que és filla d'Inti i de Mama Quilla, mentre que en una altra apareix com a filla de Viracocha (Wiraqucha) i Mama Cocha. Mama Ocllo era la germana i muller de Manco Cápac (Manqu Qhapaq) i va descobrir Cusco amb ell. Va ensenyar a les dones inques l'art de la filatura.:28–36